# Ельсаев, Аламахад Абдул-Хамидович
Аламахад Абдул-Хамидович Ельсаев (род. 1 марта 1967, Мартан-Чу, Чечено-Ингушская АССР) — чеченский писатель, поэт, журналист, председатель Союза писателей Чеченской Республики, депутат Парламента Чеченской Республики, кавалер ордена Кадырова, Почётный гражданин Чеченской Республики. Заслуженный журналист Чеченской Республики (2008).

## Биография
В 1985—1987 годах служил в пограничных войсках. Выпускник факультета журналистики Ростовского государственного университета 1995 года. В 2005 году защитил кандидатскую диссертацию «Особенности модернизации политического процесса в условиях социальной депривации (на материале Чеченской Республики)». С 1995 по 2003 годы работал редактором и главным редактором на телевизионных каналах «Вайнах», ТВИ, «Нохчо» и директором ГТР (ныне ЧГТРК «Грозный»). В 2005—2006 годах — начальник Департамента внешних связей Президента и Правительства Чеченской Республики, а затем до 2020 года — руководитель телерадиокомпании «Вайнах». В 2011—2012 годах по совместительству был директором телерадиокомпании «Грозный». До сентября 2021 года был советником Главы Чеченской Республики, куратором республиканских средств массовой информации, Академии наук Чеченской Республики, архивного управления Чеченской Республики. В 2021 году избран председателем Союза писателей ЧР.
В 1996—2003 годах был преподавателем кафедры журналистики Чеченского государственного университета. В 2021 году избран депутатом республиканского Парламента. Председатель Комитета по межпарламентским связям, национальной и информационной политике и взаимодействию с общественными организациями. Является членом комитета по образованию, науке и культуре и комитета по вопросам законодательства, государственного строительства и местного самоуправления. Автор рассказов, афоризмов, сказок и стихов. Некоторые его стихи были положены на музыку. Имеет шесть детей. Член «Единой России».

## Награды
- Благодарность Президента России (2003, 2005, 2020);
- Человек года в республике в номинации «Лучший организатор»;
- Почётный гражданин Чеченской Республики (2005);
- Медаль «За заслуги перед Чеченской Республикой» (2005);
- Орден «За развитие парламентаризма в Чеченской Республике» (2007);
- Заслуженный журналист Чеченской Республики (2008);
- Орден Кадырова (2010);
- Медаль ордена «За заслуги перед Отечеством» II степени (2011);
- Почётный знак «За трудовое отличие» (2015);
- Медаль «Памяти Ахмат-Хаджи Кадырова, первого Президента Чеченской Республики» (17 сентября 2018) — за вклад в объективное освещение общественно-политических событий в Чеченской Республике, развитие и совершенствование отечественной журналистики;
- Нагрудный знак «За отличие в борьбе против терроризма и экстремизма» (2019);
- Медаль «За значительный вклад в создание цифрового эфирного телевидения России» (2019).